# Alekséi Urmánov
Alekséi Yevguénievich Urmánov (en ruso: Алексей Евгеньевич Урманов escucharⓘ; Leningrado, 17 de noviembre de 1973) es un patinador retirado  y entrenador ruso de patinaje artístico sobre hielo. Campeón olímpico absoluto de los Juegos Olímpicos de invierno de 1994. Medallista de bronce del Campeonato del Mundo de 1993, ganador del Campeonato Europeo de 1997 y cuatro veces ganador del Campeonato Ruso de patinaje. Se retiró del patinaje competitivo en 1999. A la fecha es considerado un gran representante del patinaje artístico sobre hielo de Rusia . 

## Carrera
Nació en noviembre de 1973 en Leningrado, en la ex-Unión Soviética. Comenzó a patinar en 1977 bajo el entrenamiento de N. Monajova y Natalia Golúbeva. Más adelante fue entrenado por Alexei Mishin en San Petersburgo. Representó a la Unión Soviética en el Campeonato del Mundo Júnior de 1990, donde ganó la medalla de plata. Compitió en los Juegos Olímpicos de invierno de 1992 donde se ubicó en el quinto lugar y ganó el bronce en el Campeonato del Mundo de 1993. En los Juegos Olímpicos de invierno de Lillehammer 1994 se llevó la medalla de oro. Ganó el Campeonato Europeo de 1997 y una lesión hizo que se retirara del Campeonato del Mundo de 1997.
Una vez retirado del patinaje competitivo, Urmánov se convirtió en entrenador y además es especialista técnico de la Unión Internacional de Patinaje. Sus alumnos han sido Serguéi Voronov, Nodari Maisuradze, Zhan Bush, Gordei Gorshkov, Nikol Gosviani, Polina Agafonova, Anastasía Gubanova, Deniss Vasiļjevs y Yulia Lipnitskaya. Desde 2014 está establecido en el Iceberg Skating Palace en Sochi.

### Programas
|           | Programa corto                                        | Programa libre                                         | Exhibición                                   |
| --------- | ----------------------------------------------------- | ------------------------------------------------------ | -------------------------------------------- |
| 1998–1999 | Toccata and Fugue in D minor de Johann Sebastian Bach | Tanguera de Mariano Mores, El Choclo de Ángel Villoldo |                                              |
| 1997–1998 |                                                       | Tanguera de Mariano Mores                              |                                              |
| 1996–1997 | Twilight Zone                                         | Die Zirkusprinzessin de Emmerich Kálmán                | Beatles medley                               |
| 1995–1996 | Night on Bald Mountain de Modest Músorgski            | Die Zirkusprinzessin de Emmerich Kálmán                |                                              |
| 1994–1995 | Rigoletto de Giuseppe Verdi                           | El lago de los cisnes de Piotr Chaikovski              |                                              |
| 1993–1994 | Rigoletto de Giuseppe Verdi                           | El barbero de Sevilla de Gioachino Rossini             |                                              |
| 1992–1993 | Concierto de piano n.º 1 de Piotr Chaikovski          | Don Quixote de Ludwig Minkus                           | Concierto de piano n.º 1 de Piotr Chaikovski |
| 1991–1992 | Boléro de Maurice Ravel                               | Don Quixote de Ludwig Minkus                           | Sorry Seems To Be The Hardest Word           |

### Resultados
| Internacional                | Internacional | Internacional | Internacional | Internacional | Internacional | Internacional | Internacional | Internacional | Internacional | Internacional |
| Evento                       | 89–90         | 90–91         | 91–92         | 92–93         | 93–94         | 94–95         | 95–96         | 96–97         | 98–99         |               |
| ---------------------------- | ------------- | ------------- | ------------- | ------------- | ------------- | ------------- | ------------- | ------------- | ------------- | ------------- |
| Juegos Olímpicos de invierno |               |               | 5th           |               | 1st           |               |               |               |               |               |
| Campeonato del Mundo         |               | 8th           | 8th           | 3rd           | 4th           | 4th           | 5th           | WD            | 5th           |               |
| Campeonato Europeo           |               | 6th           | 3rd           | 5th           | 3rd           | 2nd           |               | 1st           | 3rd           |               |
| GP Final del Grand Prix      |               |               |               |               |               |               | 1st           | 3rd           | 2nd           |               |
| GP Copa de Naciones          |               |               |               |               |               |               | 4th           | 1st           |               |               |
| GP Copa de Rusia             |               |               |               |               |               |               |               | 1st           | 1st           |               |
| GP Skate America             |               |               |               |               |               |               |               | 2nd           | 3rd           |               |
| GP Skate Canada              |               |               |               |               |               |               | 1st           |               |               |               |
| Goodwill Games               |               |               |               |               | 1st           |               |               |               | 2nd           |               |
| Trofeo Éric Bompard          |               |               | 3rd           |               |               |               |               |               |               |               |
| Moscow News                  |               | 1st           |               |               |               |               |               |               |               |               |
| Trofeo NHK                   |               |               | 3rd           | 3rd           | 3rd           |               |               |               |               |               |
| Skate America                |               |               |               |               | 3rd           |               |               |               |               |               |
| Grand Prix International     |               | 1st           |               |               |               |               |               |               |               |               |
| Internacional: Junior        |               |               |               |               |               |               |               |               |               |               |
| Campeonato del Mundo Júnior  | 2nd           |               |               |               |               |               |               |               |               |               |
| Nacional                     |               |               |               |               |               |               |               |               |               |               |
| Campeonato de Rusia          |               |               |               | 1st           | 1st           | 1st           | 1st           | 2nd           | 3rd           |               |
| Campeonato Sovético          | 6th           | 3rd           | 1st           |               |               |               |               |               |               |               |
| WD: Abandonó                 |               |               |               |               |               |               |               |               |               |               |